# Пожиратель грехов (фильм)
«Пожиратель грехов» (англ. The Order) — триллер режиссёра Брайана Хелгеленда 2003 года, главные роли в котором сыграли Хит Леджер и Шэннин Соссамон. Фильм, рассказывающий о мистическом ритуале «поедания грехов», был отрицательно воспринят критикой и провалился в прокате.

## Сюжет
Алекс Бернье направляется в Рим, чтобы расследовать странную смерть отца Доминика, главы его религиозного ордена Каролингов, занимающегося изгнанием демонов. На груди Доминика он обнаруживает знаки, появляющиеся во время ритуала «поедания грехов». Ритуал подразумевает, что человек может попасть в рай с помощью Пожирателя грехов, который принимает на себя грехи умирающего. Римская католическая церковь считает этот обряд ересью.
Алексу помогают его друг Томас и художница Мара, сбежавшая за день до этого из психиатрической больницы. Ранее Мара страдала от доводящих до безумия головных болей, перед которыми ей слышалось пение соловьёв, а Алекс проводил над нею обряд экзорцизма. Алекс считает, что Доминика убил Пожиратель грехов. С ними встречается кардинал Дрисколл, рассчитывающий стать новым папой. Дрисколл вручает Алексу кинжал, которым можно убить Пожирателя грехов. Томас и Алекс посещают секту, которой управляет некий Ширак, иначе называемый Чёрный Папа, чтобы узнать местонахождение Пожирателя грехов. По словам Ширака, это можно выяснить у умирающего человека. Он приказывает повесить трёх человек, один из которых перед смертью дал подсказку Алексу.
Алекс находит Пожирателя грехов, живущего под именем Уильям Эден. Эден рассказывает ему свою историю, объясняя, что он живёт уже несколько столетий. Алекс не решается его убить. Он посещает вместе c Эденом обряд «поедания грехов», и видит, как грехи в виде невесомой субстанции из тела умирающего переходят к Эдену. Во время ритуала на грудь умирающего кладётся кусочек хлеба, который затем съедает Пожиратель грехов. Эден предлагает Алексу самому стать его преемником, ссылаясь на усталость. Алекс отказывается, так как хочет перестать заниматься своей работой, чтобы жить с Марой.

Мара и Эден

Эден появляется у Мары, задавая пугающие вопросы о её болезни и рассказывая, что он присутствовал при смерти родителей Алекса. Эден говорит, что это он вызвал у неё психическое заболевание. В это время Томас вновь приходит к Шираку, который оказывается кардиналом Дрисколлом. Дрисколл показывает ему второй фрагмент манускрипта, где говорится, что убийца Пожирателя грехов сам становится Пожирателем. События в жизни Алекса и Мары развивались по сценарию, подготовленному Эденом, Дрисколлом и Домиником, каждый из которых преследовал свои цели.
Алекс находит Мару с перерезанными венами и догадывается, что она убита Эденом. Он вторгается к Шираку, где освобождает Томаса, а затем прибывает в собор Святого Петра, где убивает Эдена. Однако убив его, он сам приобрёл свойства Пожирателя грехов: накопленные грехи в образе огромных монстрообразных сущностей переходят из Эдена в мозг Алекса.
Алекс сообщает церкви о деятельности Дрисколла, в результате чего карьера того рушится. Дрисколл собирается покончить жизнь самоубийством, пригласив Пожирателя грехов. Однако во время ритуала Алекс не съедает хлеб, а кладёт его в рот самого Дрисколла (подразумевается, что Дрисколл не попадёт в рай).

## В ролях
| Актёр                | Роль              |
| -------------------- | ----------------- |
| Хит Леджер           | Алекс Бернье      |
| Шэннин Соссамон      | Мара Синклер      |
| Марк Эдди            | Томас Гаррет      |
| Бенно Фюрман         | Уильям Эден       |
| Питер Уэллер         | кардинал Дрисколл |
| Франческо Карнелутти | Доминик           |

## Производство
Режиссёр Брайан Хелгелэнд пригласил актёров Шэннин Соссамон, Хита Леджера и Марка Эдди, ранее игравших в его картине «История рыцаря». Съёмки фильма под рабочим названием The Sin Eater полностью проходили в Риме, Неаполе, Касерте и других итальянских городах. По словам продюсера Крейга Баумгартена, католическая церковь не препятствовала процессу производства фильма. Ряд сцен был отснят на вилле императора Адриана, палаццо Таверна, вилле Альдобрандини, палаццо Реале в Неаполе. В павильонах итальянской киностудии Cinecitta была построена копия интерьеров собора Святого Петра.

## Критика
Картина получила крайне негативные отзывы критиков, собрав 7,6 млн долл. в американском прокате и 11,5 млн — в мировом при бюджете 38 млн. На сайте Rotten Tomatoes ей присвоен рейтинг 7 %.
Конференция католических епископов США назвала фильм полным «вопиющих теологических искажений и ложных стереотипов, представляющих церковь и её служителей испорченными и являющимися в конечном итоге корнем всего зла». В обзоре картины отмечалось, что в ней содержатся неверное представление религиозной доктрины, сексуальная сцена с частичным обнажением, самоубийство и ритуальное убийство. Пользуясь собственной классификацией фильмов, католическая организация отнесла «Пожирателя грехов» к разряду «нравственно оскорбительных» с рейтингом O — morally offensive.
Boston Globe назвала ленту «огромной скукой», отметив, что режиссёр «с глупым усердием бьёт по католической церкви» и что подобные фильмы превращают интересный жанр в богохульство. Как писала The New York Times, фильм, возможно, является наихудшим в этом жанре, если принять за лучший «Экзорцист», а за средний уровень — «Стигмата». В Chicago Tribune картина была охарактеризована как «халтура, которая могла и должна быть лучше».